# Климковский, Ян
Ян Климко́вский (пол. Jan Klimkowski; род. 30 января 2007) — польский шахматист, гроссмейстер (2025).  Бронзовый призёр командного чемпионата Польши 2024 года в составе клуба «Гетман» (Катовице). Один из тренеров претендента Доммараджу Гукеша во время его матча за звание чемпиона мира 2024 против Дин Лижэня.
Начал заниматься шахматами в первом классе с Камилем Шадковским. Спустя 4 месяца он присоединился к клубу UKS Smecz Konin. В 2015 году, после 10 месяцев занятий, принял участие в первом чемпионате Польши по рапиду до 8 лет и занял 53-е место, однако уже в 2016 году он выиграл такой же турнир в категории до 10 лет. С 2019 года занимается с Яцеком Томчаком.
Имеет множество медалей с юношеских чемпионатов. Многократно участвовал в индивидуальных и командных чемпионатах Европы и мира: 8-е место на чемпионате Европы до 10 лет (2017), 44-е — на чемпионате мира до 12 лет (2018). В 2019 году на командном чемпионате Европы в составе сборной Польши до 12 лет набрал 7 очков из 7, в 2022 и 2023 годах на командном чемпионате до 18 лет получил золотую индивидуальную медаль.
Участник чемпионата мира по рапиду и блицу 2021 и Кубка Польши 2021. В 2022 году на международном турнире в Кракове разделил 3-9 места. В 2023 году выиграл круговой турнир мастеров «Кубок воеводы» в Легнице и разделил 4-9 места на фестивале в Быдгоще, в 2024 году участвовал в турнире Sharjah Masters.